# David Bernet (Regisseur)

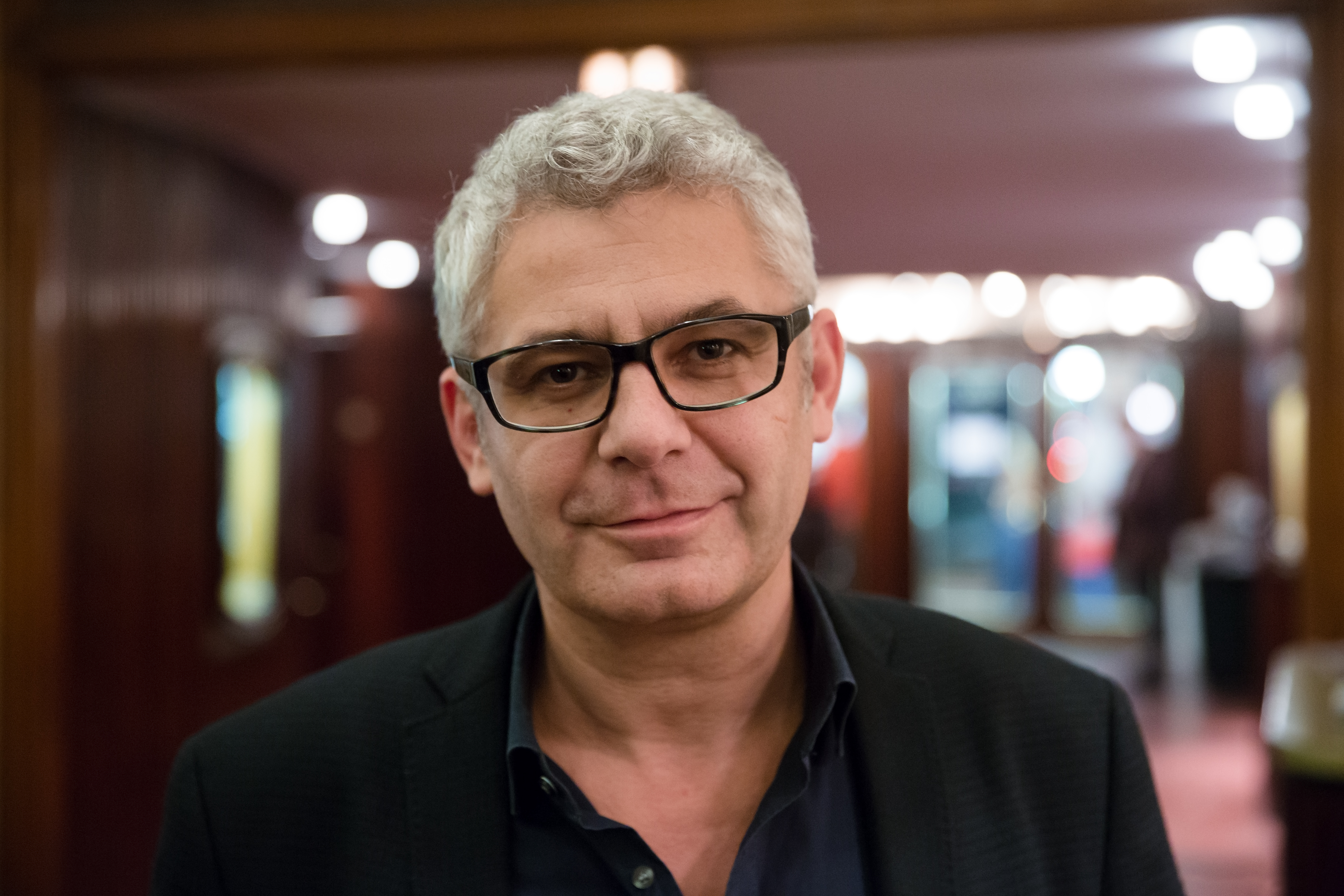
David Bernet (2016)

David Bernet (geboren 1966 in Rheineck, Schweiz) ist ein schweizerischer Filmemacher und -regisseur. Er wurde im Herbst 2015 für seinen Dokumentarfilm Democracy – Im Rausch der Daten bekannt, für den er über zwei Jahre die Prozesse der Rechtsetzung der Europäischen Union vor Ort begleitete und der 2017 mit dem Deutschen Dokumentarfilmpreis ausgezeichnet wurde.
Er ist Vorsitzender der AG DOK und Mitglied der Deutschen Filmakademie.

## Leben
Bernet studierte Literaturwissenschaft und Philosophie in Wien und Berlin. Seit 1995 arbeitete er als Journalist für verschiedene Print- und Hörfunkredaktionen. Später war er auch als Autor, Produktionsleiter und Rechercheur für Dokumentarfilmproduktionen tätig, zum Beispiel bei Nikolaus Geyrhalters preisgekröntem Unser täglich Brot.

## Politische Aussagen
Im Januar 2022 veröffentlichte Bernet einen Artikel, in dem er der Wikimedia-Stiftung vorwarf, Lobbying zu betreiben, um an hochwertige Gratisinhalte des öffentlich-rechtlichen Rundfunks zu kommen. Dies ruiniere die Filmschaffenden.

## Filmografie
- 2005: Die Flüsterer – Eine Reise in die Welt der Dolmetscher (Regie, Drehbuch)
- 2007: Jew by Choice (englisch: ‚selbstbestimmter Jude‘) (Regie, Drehbuch)
- 2011: in Zusammenarbeit mit Bettina Borgfeld Raising Resistance (englisch: Widerstand aufbauen) (Regie, Drehbuch)
- 2015: Democracy – Im Rausch der Daten[5] (Regie, Drehbuch, Co-Produktion)
- 2015: Falciani und der Bankenskandal (Dramaturgie)
- 2025: Solidarity, Kinodokumentarfilm, 90 Min. (Regie, Drehbuch)